# Ivangorod
Ivangorod nebo Ivanohrad (rusky Ивангород, estonsky Jaanilinn, finsky Iivananlinna) je město v ingrijské části Leningradské oblasti Ruska. Leží na řece Narvě naproti estonskému městu Narva, které je také partnerským městem. Přes řeku vede most tvořící hraniční přechod mezi Evropskou unií a Ruskou federací.

## Historie
Počátky města spadají do roku 1492, kdy nechal moskevský velkokníže Ivan III. postavit na pravém břehu řeky Narvy, přímo proti livonskému levobřežnímu městu Narvě, ruskou pevnost Ivangorod, aby zabezpečil získané území před hrozbou vojenské síly Livonské konfederace a ochránil severní přístup k důležitému správnímu centru Novgorodu.
Malý čtvercový hrad se čtyřmi rohovými věžemi byl postaven za pouhé dva měsíce, ale již v roce 1496 Švédové poslali proti proudu Narvy 70 lodí a po zdrcující dělostřelecké palbě tato pevnost padla. Jelikož si Rusko nemohlo dovolit nechat tento důležitý přístup nekrytý, ještě v tomtéž roce obsadilo ruiny a zahájilo velkorysou přestavbu. Plocha hradu při ní byla rozšířena osmkrát, hradby zesíleny a zvýšeny na 19 metrů. I v dalších letech byla pevnost ještě několikrát přestavována a posílena předsunutým opevněním. 
Když na začátku roku 1558 zahájil car Ivan IV. livonskou válku proti vojenskému paktu Livonské konfederace s Polsko-litevskou unií, byla z této pevnosti po dlouhou dobu ostřelována Narva. Důkladně opevněné město s vlastním hradem však odolávalo až do července, kdy je po sérii ničivých požárů Rusové dokázali obsadit a vybudovali most přes řeku spojující obě opevnění.
V následujících stoletích už byla historie obou sídel těsně provázána, ačkoliv jejich držení přecházelo střídavě do různých rukou.
Švédské království, které získalo oblasti původního Livonska a vedlo s carským Ruskem řadu mnohaletých územních válek, drželo Ivangorod mezi lety 1581–1590 a 1612–1704. V listopadu roku 1700 v jeho blízkosti proběhla bitva u Narvy, při níž početně výrazně silnější ruské síly utrpěly v mrazivé vánici drtivou porážku, ale to již byla obě sídla chápána především jako neocenitelné zázemí a v něm vítězná švédská armáda také přečkala zimu a Ivangorod považovali pouze za součást města Narvy. Staré hraniční pevnosti s nepočetnou posádkou totiž nedokázaly vzdorovat moderním mnohatisícovým armádám s dělostřeleckou výzbrojí, a tak zanikaly nebo nalezly nové uplatnění, v tomto případě jako opevněné předměstí.
Oficiálně byl Ivangorod součástí města Narvy od roku 1649 až do 1945, kdy byla řeka Narva určena za vnitřní administrativní hranici mezi Ruskou sovětskou federativní socialistickou republikou a Estonskou sovětskou socialistickou republikou. Hranice se tak vrátila přesně do míst, kudy procházela v roce 1492, z hlediska jeho městského statutu se tím ale nic nezměnilo.

## Současnost
Po rozpadu Sovětského svazu v roce 1991 se Narvské předměstí Ivangorod stalo malým městečkem Ruské federace s počtem pouhých 10.000 obyvatel, zatímco Narva se 65.000 obyvateli je třetím největším městem Estonské republiky.
V současné době je most mezi městy Narva a Ivanogorod významným hraničním přechodem mezi Ruskou federací a Evropskou unií.